# Fano
Fano este o comună din provincia Pesaro e Urbino, regiunea Marche, Italia, cu o populație de 59.785 locuitori (1 ianuarie 2023) și o suprafață de 121,84 km².

## Demografie
Fano - evoluția demografică

|  | Graficele sunt indisponibile din cauza unor probleme tehnice. Mai multe informații se găsesc la Phabricator și la wiki-ul MediaWiki. |

Date: Recensăminte sau birourile de statistică - grafică realizată de Wikipedia